# アビエーション・ディスカバリー・センター
アビエーション・ディスカバリー・センター（航空探知館）は、香港国際空港第2ターミナル内にある飛行機に関する博物館である。第2ターミナルが完成した2007年3月9日に、ターミナルと同時に開館した。
2019年10月、第2ターミナル工事のため閉館した。

## 展示施設
フライトシミュレータや、数多くの飛行機の模型が展示されており、飛行機の歴史に関する展示、ジェットエンジンの構造を学習することが出来るコーナーも設置されている。香港国際空港が完成するまで運用されていた啓徳空港の当時の様子を再現した模型や、写真も数多く展示されている。また、屋上には展望デッキも設置されており、香港国際空港を離着陸する飛行機の様子を間近で見ることが出来る。
また、館内にはPlayStation 3やPlayStation Portableを無料で体験プレイできるコーナーも設置されている。

## 博物館データ
開館時間は午前11時から午後10時まで。展示施設を見る場合は入場無料。フライトシミュレータや、展望デッキを見学する場合、別途料金が必要。フライトシミュレータは、30HKD。展望デッキは大人15HKD、シニア10HKD、子供・学生7.5HKD。